# Observatorio de Ulugh Beg
El observatorio de Ulugh Beg es un observatorio en Samarcanda, Uzbekistán. Construido en la década de 1420 por el astrónomo y noble timúrida Ulugh Beg, es considerado como uno de los mejores observatorios del mundo musulmán de su tiempo. Algunos de los famosos astrónomos islámicos que trabajaron en el observatorio fueron Al-Kashi, Ali Qushji y el propio Ulugh Beg. El observatorio fue destruido en 1449 y redescubierto en 1908.

## Historia y equipamiento astronómico

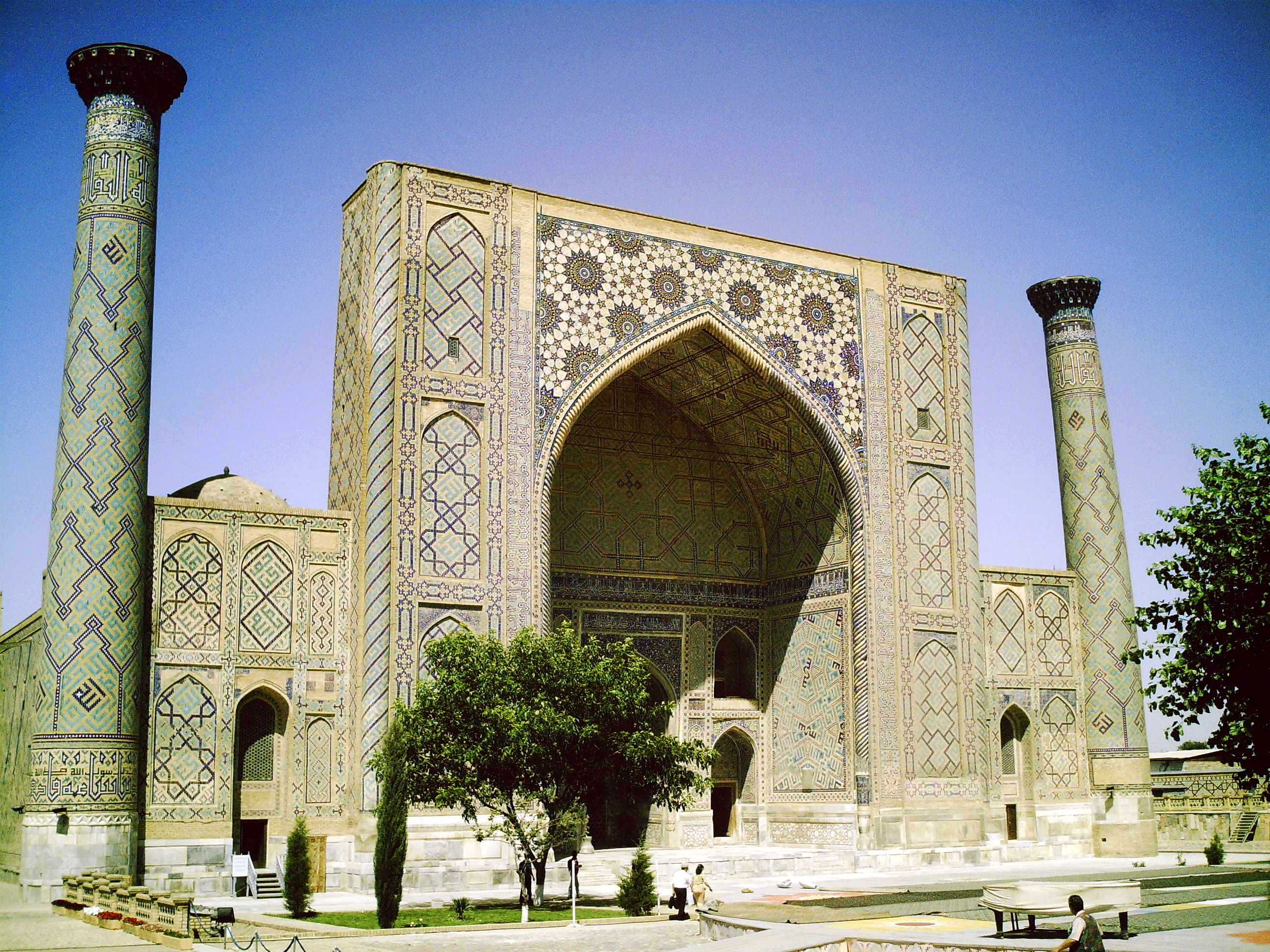
La madrasa de Ulugh Beg fue un centro importante de estudio astronómico en Asia Central.

En 1420, el astrónomo Ulugh Beg construyó una madrasa en Samarcanda que es conocida como Madrasa de Ulugh Beg. Se convirtió en un importante centro para el estudio de las estrellas e invitó a estudiantes personalmente escogidos a formarse y trabajar en ella. Logró un gran prestigio y en su máximo apogeo tenía entre sesenta y setenta astrónomos trabajando. En 1424, se empezó a construir el observatorio, siendo completado cinco años más tarde. Beg puso a su ayudante Ali Qushji a cargo del nuevo Observatorio de Samarcanda. Ali Qushji se mantuvo en el puesto hasta el asesinato de Ulugh Beg. Otros astrónomos notables que hicieron observaciones de movimientos celestiales en el observatorio fueron Qāḍīzāda al-Rūmī y Jamshid Kashani.
Aun así, el observatorio fue destruido por fanáticos religioso en 1449 y solo fue redescubierto en 1908, por el arqueólogo uzbeko-ruso de Samarcanda Vassily Lavrentyevich Vyatkin, gracias a documentos que describían la ubicación exacta del observatorio.

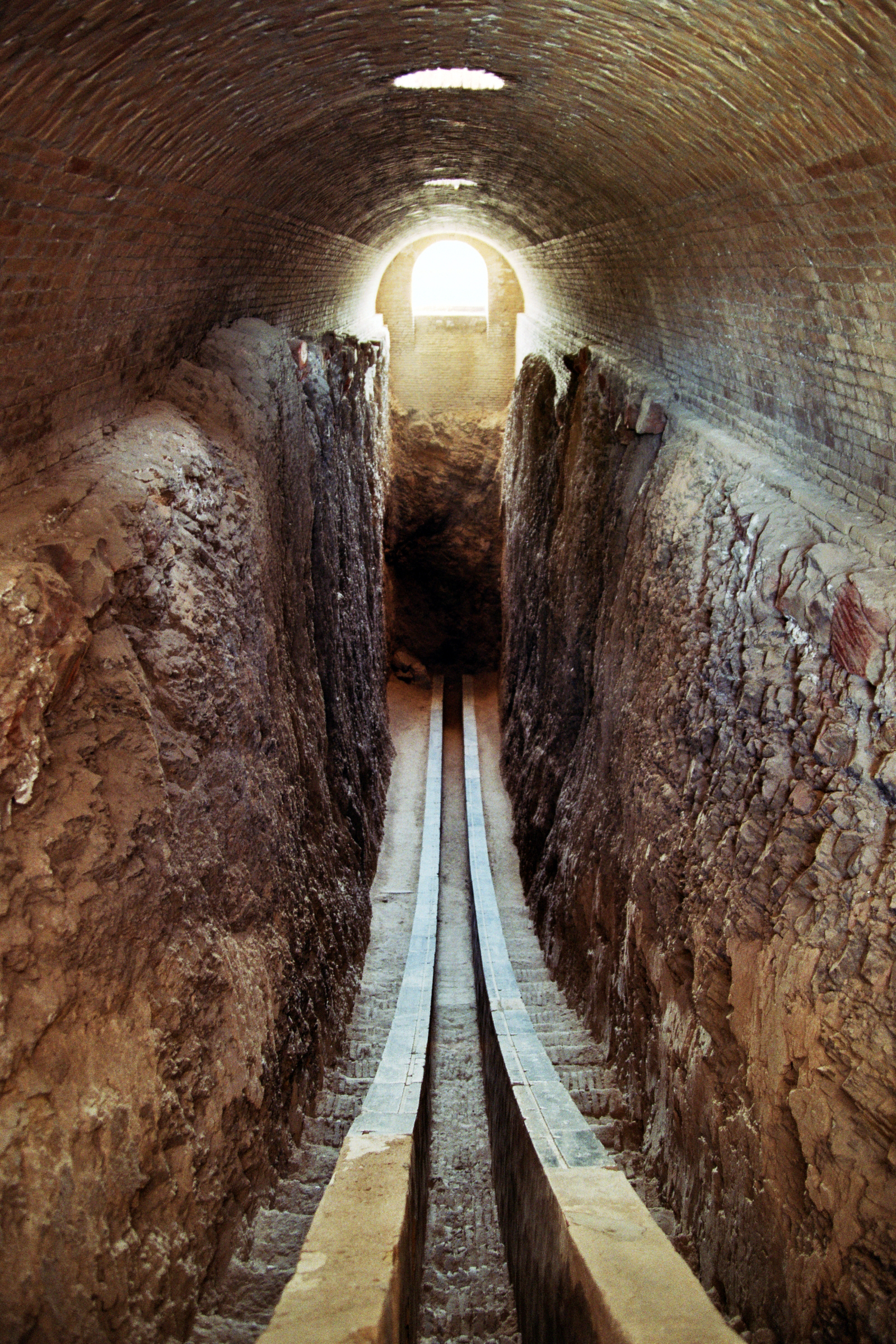
La trinchera. En tiempos de Ulugh Beg estas paredes estuvieron recubiertas con mármol brillante.

Mientras trabajaba en la excavación, Vyatkin encontró uno de los instrumentos astronómicos más importantes del observatorio: un gran arco que se usaba para determinar el mediodía. Una trinchera de aproximadamente dos metros de ancho fue cavada en un cerro a lo largo de la línea del meridiano donde estaba colocado el arco. Hoy, una base circular muestra un esbozo de la estructura original y la entrada a la sección subterránea restante del sextante Fakhri, ahora cubierto. El sextante tenía once metros de largo y tres pisos de altura, aunque se construyó subterráneo para protegerlo de los terremotos. Calibrado a lo largo de su longitud, fue el mayor cuadrante de la época con un radio de 40.4 metros. El radio del arco de meridiano era según un astrónomo turco contemporáneo Abd Al-Rahman Al Sufi de aproximadamente 50 metros y tenía la misma altura que la cúpula de Santa Sofía en Estambul. Era utilizado para la observación del Sol, la Luna y otros cuerpos celestes. Junto con otros instrumentos como una esfera armilar y un astrolabio, los astrónomos que trabajan en Samarcanda podían determinar el mediodía de cada día según la altura meridional del Sol, la distancia al cenit y la declinación.
Hacia 1437, los eruditos que utilizaban el observatorio habían actualizado las Tablas iljaníes. Estas tablas astronómicas estaban en uso desde 1260-1270 basadas en las observaciones del Observatorio de Maraghe. Las observaciones en Samarcanda dieron valiosas tablas de senos y tangentes y las Tablas sultanianas, que listaban parámetros planetarios mejorados y coordenadas de 1.018 posiciones de estrellas. Fue uno de los primeros trabajos que aportaban algo más que una actualización de los trabajos de Tolomeo o Abd Al-Rahman Al Sufi. De hecho, Ulugh Beg y sus estudiosos encontraron muchos errores en los trabajos previos, como explicaron en su prefacio sobre «Determinación de los lugares de las estrellas fijas en latitud y longitud».
Estos descubrimientos y la investigación en el observatorio fueron muy importantes al permitir a los astrónomos pronosticar eclipses, calcular la hora del amanecer y la máxima altitud de un cuerpo celestial. Las instalaciones permitieron a Ulugh Beg y su equipo calcular un año estelar de 365 días, 6 horas, 10 minutos y 8 segundos, solo 1 minuto más largo que los modernos cálculos electrónicos modernos. A pesar de que el observatorio fue destruido en 1449, el estudio astronómico continuó en Samarcanda 75 años más.

## Modificaciones
La entrada del observatorio ha sido modificada varias veces en años recientes.

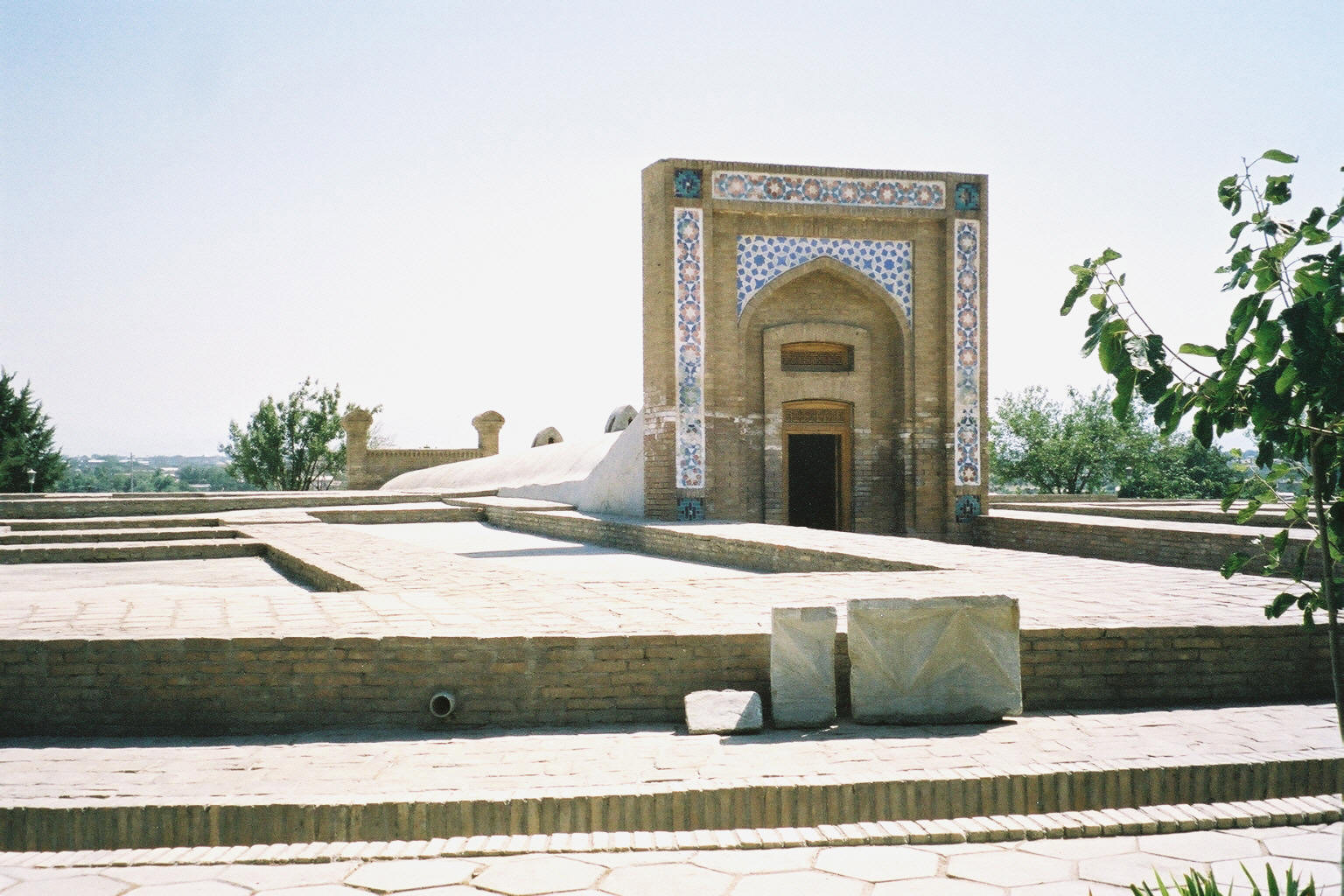
2001
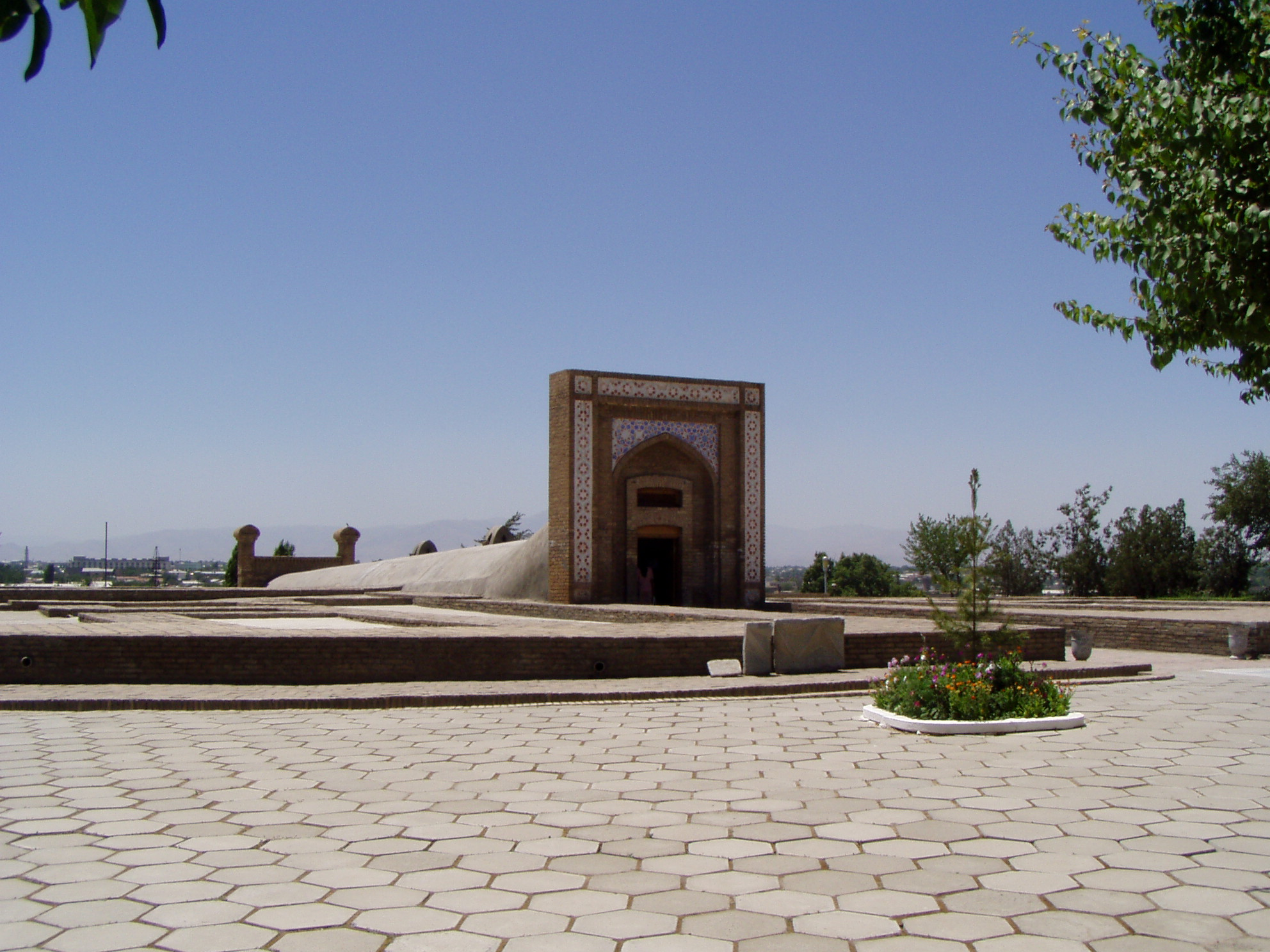
2006
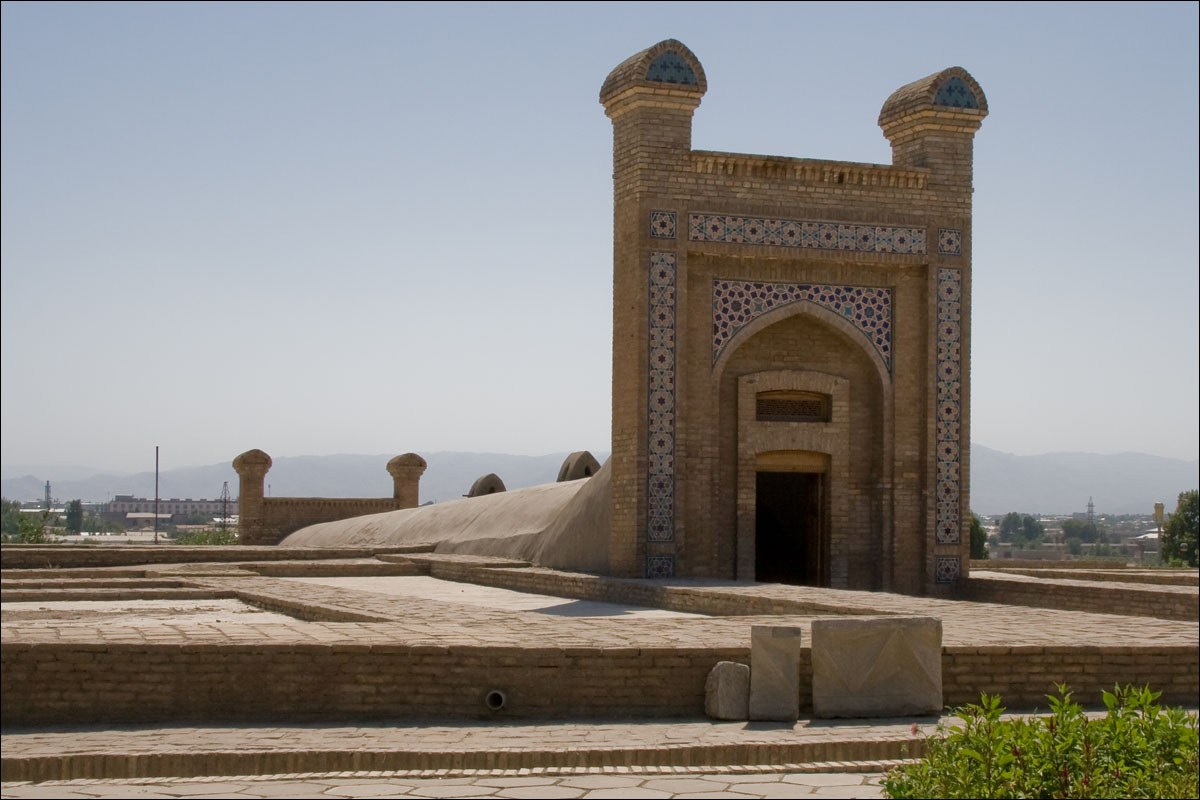
2008
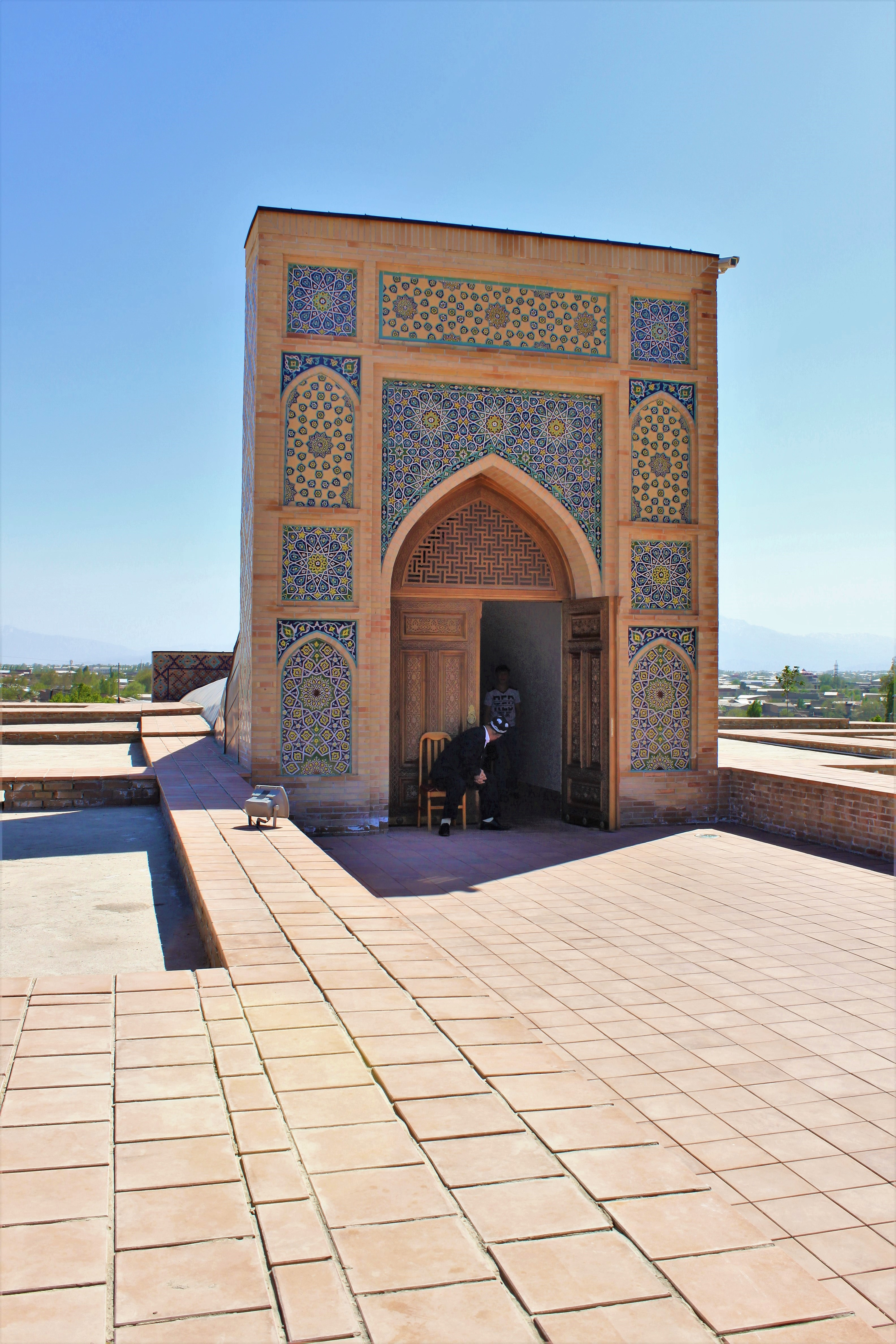
2012
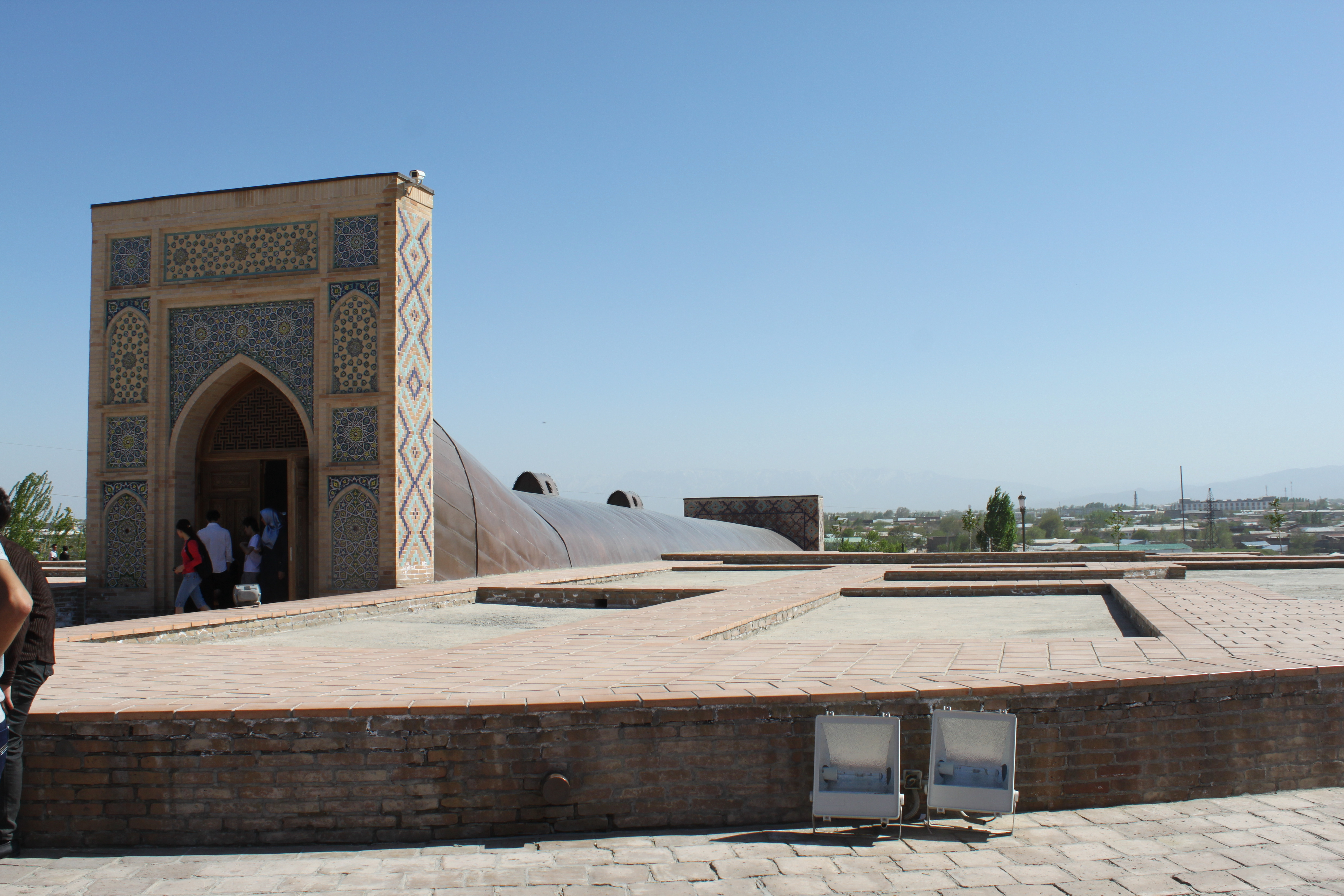
2012

## Zij-i Sultani
El Zīj-i Sultānī (en persa: زیجِ سلطانی‎) es un zij o tabla astronómica que fue publicada por Ulugh Beg en 1437. Fue el producto del trabajo de un grupo de astrónomos musulmanes que trabajan bajo su dirección en el observatorio de Samarcanda. El equipo incluía entre otros a Jamshīd al-Kāshī y Ali Qushji.
Beg determinó la longitud del año tropical en 365 días, 5 horas, 49 minutos y 15 segundos, lo que tiene un error de +25 segundos, haciéndolo más preciso que Nicolás Copérnico, que tuvo un error de +30 segundos. Beg también determinó la oblicuidad de la eclíptica de la Tierra en 23.52 grados, lo que sigue siendo la medida más precisa hasta la fecha. Superó así la precisión de astrónomos posteriores como Copérnico y Tycho Brahe y logró valores de utilidad incluso hoy en día.

## Museo

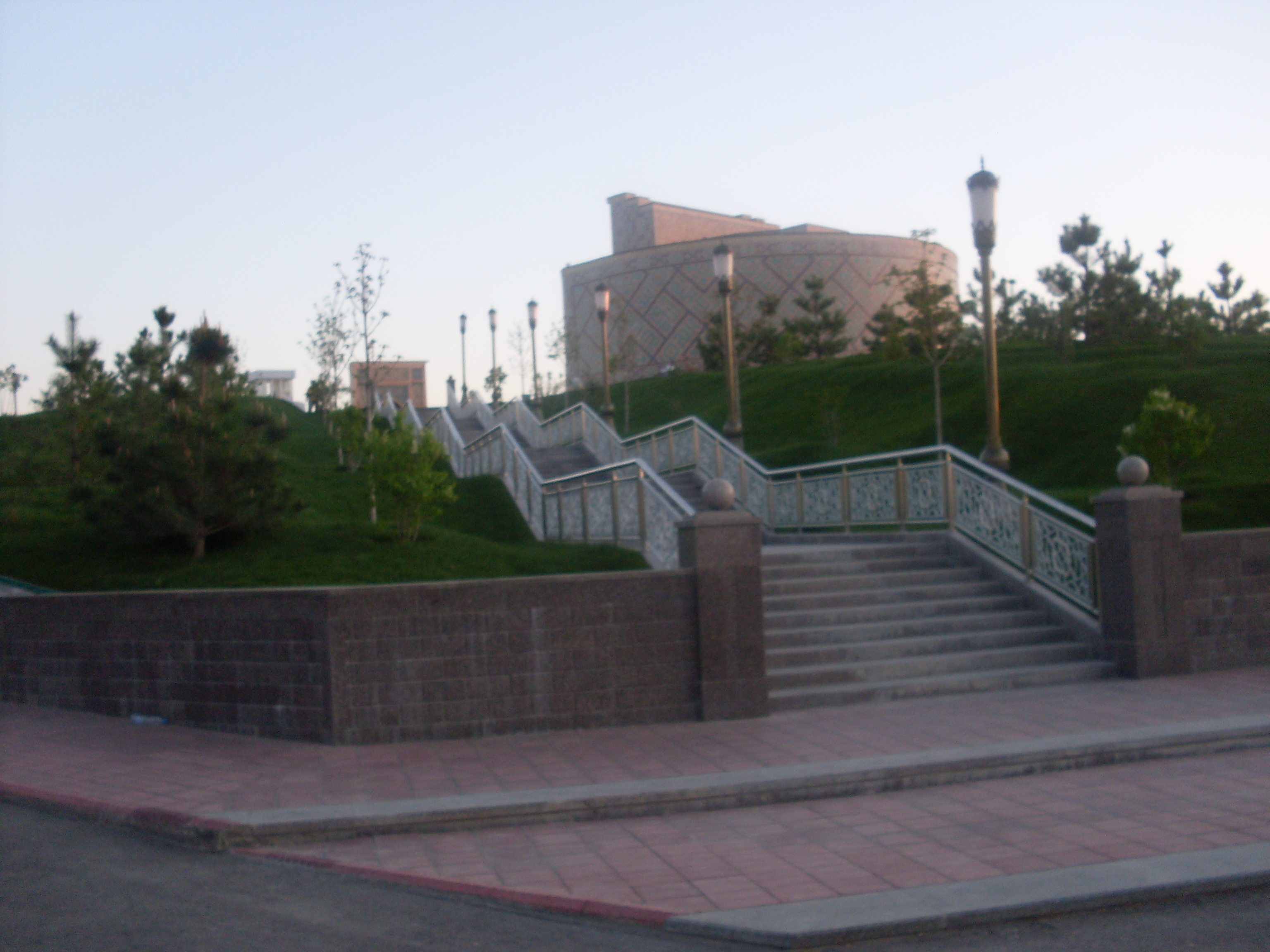
Museo del Observatorio en 2012.

El Museo del Observatorio de Ulugh Beg fue construido en 1970 para conmemorar el trabajo de Ulug Begh. Contiene tablas estelares de Ulug Beg y copias de las Tablas sultanianas. Las obras originales están en Oxford, Reino Unido.